# Doença de Rhesus
A doença Rh (Rhesus), também conhecida como doença Rh-hemolítica do recém-nascido ( Rh-HDFN ), ocorre quando os anticorpos de uma mulher grávida destroem os glóbulos vermelhos do seu bebé. Os sintomas geralmente incluem níveis baixos de glóbulos vermelhos e icterícia no bebé. O início pode ocorrer antes ou logo após o nascimento. As complicações podem incluir natimorto, hidropsia fetal, deficiência intelectual, perda auditiva ou perda de visão.
É o tipo de doença hemolítica do feto e do recém-nascido (DHRN) devido a anticorpos anti-D. Ocorre em mulheres Rh-D negativas que foram sensibilizadas ao sangue RhD positivo e depois engravidam de um bebê RhD positivo. A sensibilização pode ocorrer durante uma gravidez anterior ou pela exposição a produtos sanguíneos. Os fatores de risco para sensibilização incluem uma mãe com sangue tipo O.  O diagnóstico geralmente é feito durante o atendimento pré-natal de rotina.
É prevenível em 99% dos casos administrando injeções de imunoglobulina Rho(D) em mulheres grávidas RhD negativas. O tratamento de bebês afetados depende da gravidade e pode envolver transfusões de sangue, fototerapia ou imunoglobulina intravenosa. As transfusões de sangue podem ser administradas ao bebê antes do nascimento. Em certos casos, pode ser recomendado um parto antecipado para que os tratamentos possam ser iniciados mais cedo.
Estima-se que a doença Rh afete mais de 350.000 bebês por ano. Embora incomum no mundo desenvolvido, continua a ser relativamente frequente nos países em desenvolvimento. Nas gestações de risco, cerca de um terço dos bebés morre e outro terço fica incapacitado. Cerca de metade das mulheres que deveriam receber medidas preventivas não o fizeram em 2020. A condição foi descrita pelo menos já em 1609 na França, mas possivelmente também por Hipócrates por volta de 400 a.C.